# アプリ公平性のための連合
アプリ公平性のための連合（Coalition for App Fairness）は、App StoreやGoogle Playへのアプリの掲載について、より公平な取引を目指す企業で構成された連合である。組織はワシントンD.C.にある。

## 背景
2020年8月、Epic Gamesはゲームアプリ「フォートナイト」をアップデートし、AppleのApp StoreとGoogleのGoogle Playを経由せずにEpic Gamesに直接支払う仕組みを追加した。しかし、この仕組みは、アプリ内での購入はすべてApp StoreとGoogle Play ストアで行わなければならないという利用規約に違反していたため、AppleとGoogleの両方は数時間以内にフォートナイトのアプリを削除した。Epicは直ちに両社に対し、独占禁止法の原則に基づいて訴訟を提起した。AppleとEpic Gamesの裁判が審理に入っているのに対し、GoogleはEpicとの妥協案を模索している。これをきっかけに、AppleとGoogleの両方がフォートナイトをストアから削除することになった。
連合は、現在、AppleとGoogleのアプリストアでは、ストアでの購入に対して30%の手数料を顧客に請求していることを批判している。AppleとGoogleは、30%の取引手数料は業界の標準であると主張しているが、アプリ公正化連合は、30%に近い取引手数料は他にないと述べている。

### 財団
2020年9月24日、Epic Gamesは音楽ストリーミングサービスを提供するSpotify、オンライン出会い系アプリTinderを所有するMatch Group、暗号化メールサービスProtonMail、暗号通貨サイトBlockchainなど13社の著名企業と手を組み、「アプリ公正化のための連合」を設立した。

## 目的
アプリ公平性のための連合は、アプリストアに対する要求を広げ、今ではApp Storeで利用できるアプリの待遇改善も目指す。さらに、Appleが市場で利用可能な他のサービスよりも先に自社のサービスを優先していると主張している。
同グループはまた、クレジットカード会社によって請求される5%の手数料のような他の取引手数料を見ており、Appleは最大で600%以上を請求していると述べている。また、Appleが2011年にのみ含まれていた30%の手数料を、支払いソリューションの他のプロバイダに請求するのと同等の割合に適応させたいと考えている。
その要求は主に、App Storeに対するAppleの厳格な管理に向けられているが、より小規模の範囲でGoogleにも向けられている。 Googleは、アプリを独立したウェブリンクやEpic GameやApp Storeのような別のアプリストアでダウンロードすることを許可している。この組織は、アプリ開発者が差別され、アプリストアの所有者の開発者と同じ権利を与えられない立場になるべきではないことを強調している。

## 歴史
2020年10月、Microsoftは、Microsoftが提供するアプリストア以外のアプリストアによるWindows 10オペレーティングシステムへのアクセスに関する新しい枠組みを提示した。新しい枠組みは、アプリ公平性のための連合の要求に基づいているが、Microsoftは、これらの原則がXboxには適用されないことを強調した。